# Amiot 351
Аміо 351 (фр. Amiot 351) — двомоторний середній бомбардувальник виробництва французької авіакомпанії Avions Amiot. Масове виробництво почалось незадовго до початку Другої світової війни, і до літаки не встигли зробити значного внеску в хід бойових дій.

## Історія створення
В 1933 році почалась розробка нового багатофункціонального літака на заміну Amiot 143 під позначенням E7. Як і попередник, E7 мав виконувати ролі бомбардувальника, розвідника і ескортного винищувача. Перший прототип Amiot 340.01 був двомоторним середньопланом з шасі, яке прибиралось, однокілевим хвостовим оперенням і шасі яке прибиралось. На ньому було встановлено двигуни Gnome-Rhône GR 14P, а перший політ відбувся 6 грудня 1937 року. В 1938 році прототип продовжували доробляти, зокрема на ньому встановили двигуни GR 14N20/21 потужністю 1025 к.с., двокілевий хвіст і озброєння. Доопрацьований літак, з позначенням 351.01 вперше піднявся в повітря 21 січня 1939 року.
При цьому літак міг виготовлятись з різними типами двигунів, літаки при цьому позначались індексами від 350 до 357, але серійно будувались тільки два — 351 і 354. Для потреб французької авіації було замовлено 900 літаків, перший серійний літак був готовий літом 1939 року, але виготовлення було повільне і до капітуляції Франції було завершено тільки 80 машин.

## Основні модифікації
- Amiot 351B4 — оснащувався 14-и циліндровими двигунами GR 14N38/39 потужністю 950 к.с. (40 екз.)
- Amiot 354B4 — оснащувався 14-и циліндровими двигунами GR 14N48/49 потужністю 1060 к.с. Хвостове оперення змінено на однокілеве. (40 екз.)

## Історія використання
До початку німецького наступу Amiot 351/354 все ще освоювались екіпажами — в трьох бойових групах було тільки 13 літаків, ще 14 перебували в навчальному центрі. Перший виліт відбувся в ночі з 16 на 17 травня, коли 350-ї здійснили розвідку в районі Маастрихту. В наступні дні екіпажі продовжували освоювати нові машини, а бойові вильоти здійснювались на старіших. Бойові бомбардувальні вильоти почались з 25 травня, але через малу кількість літаків, бомбардування проводилось одиничними літаками, або невеликими групами. В середині червня 39 вцілілих Amiot 351/354 перегнали в Північну Африку звідки вони здійснили декілька нальотів на цілі в Італії.
Після підписання перемир'я 22 червня 1940 року бойові вильоти припинились, групи оснащені літаками було розформовано, а самі Amiot 351/354 поставлено на консервацію. В 1941-42 році декілька літаків використовували як поштові.

## Тактико-технічні характеристики

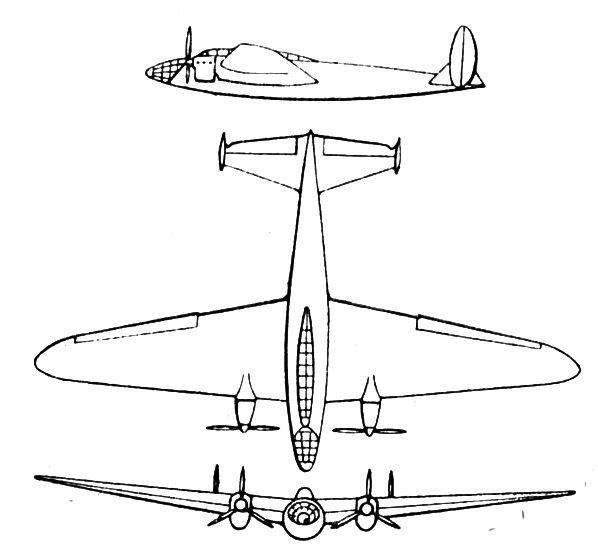

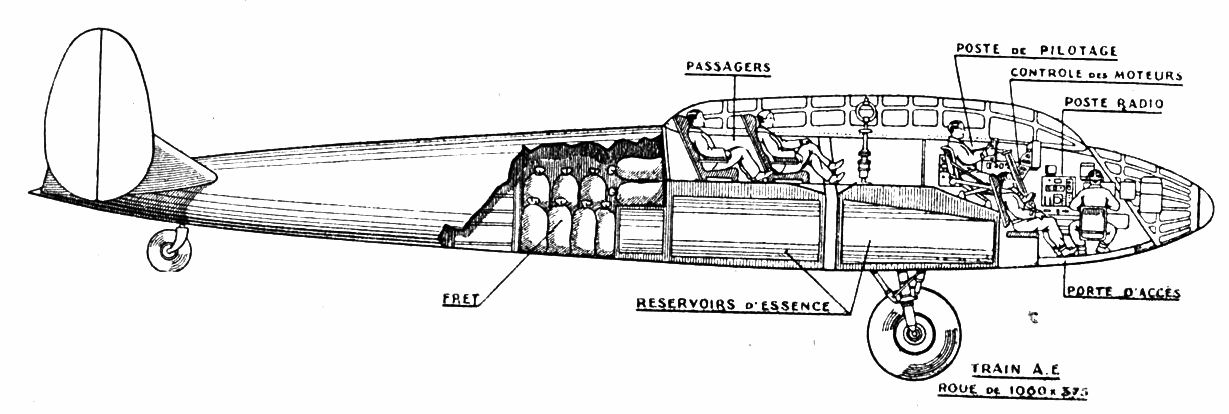
Внутрішня структура Amiot 356

### Технічні характеристики
Дані з Ударная авиация Второй Мировой — штурмовики, бомбардировщики, торпедоносцы
|                        |                        | 351B4           | 354B4           |
| ---------------------- | ---------------------- | --------------- | --------------- |
| Довжина                | Довжина                | 14,0 м          | 14,5 м          |
| Висота                 | Висота                 | 4,08 м          | 4,08 м          |
| Розмах крил            | Розмах крил            | 22,83 м         | 22,83 м         |
| Площа крил             | Площа крил             | 67 м²           | 67 м²           |
| Маса                   | пустого                |                 | 6600 кг         |
| Маса                   | максимальна злітна     |                 | 11 300 кг       |
| Двигуни                | Двигуни                | 2 × GR 14N38/39 | 2 × GR 14N48/49 |
| Потужність             | Потужність             | 2 × 950 к. с.   | 2 × 1060 к. с.  |
| Максимальна швидкість  | Максимальна швидкість  | 480 км/год      | 480 км/год      |
| Дальність польоту      | Дальність польоту      | 2500 км         | 2500 км         |
| Бойова стеля           | Бойова стеля           | 10 000 м        | 10 000 м        |
| Час підйому на 4000 м. | Час підйому на 4000 м. |                 | 8,7 хв          |

### Озброєння
Захисне
- 1 × 20-мм гармата в верхній турелі (або 1 × 7,5-мм кулемет)
- 1 × 7,5-мм кулемет в носовій установці
- 1 × 7,5-мм кулемет в нижній установці

Бомбове
- нормальне — 1000 кг.